# Ocroeme aspericollis
Ocroeme aspericollis là một loài bọ cánh cứng trong họ Cerambycidae. Nó được mô tả bởi Martins, Chemsak và Linsley vào năm 1966.